# The Fall of Ideals
The Fall of Ideals — третий студийный альбом американской металкор группы All That Remains, выпущен 11 июля 2006 года на Prosthetic. Альбом был спродюсирован Адамом Дуткевичем, гитаристом Killswitch Engage и сведён Питером Вичерс, гитаристом Soilwork. Это первая студийная работа коллектива, попавшая в Billboard 200. Альбом, проданный на тот момент тиражом 13 000 экземпляров,  стартовал с 75-й позиции. 23 мая 2008 года было объявлено что по всему миру было продано более 175 000 копий.

## Список композиций
1. «This Calling» — 3:39
2. «Not Alone» — 3:30
3. «It Dwells in Me» — 3:14
4. «We Stand» — 3:47
5. «Whispers (I Hear Your)» — 3:40
6. «The Weak Willed» — 4:06
7. «Six» — 3:22
8. «Become the Catalyst» — 3:07
9. «The Air That I Breathe» — 3:35
10. «Empty Inside» — 3:23
11. «Indictment» — 3:42
12. «This Calling (Demo) (Japanese bonus track)»

## Саундтреки
- Композиция «Six» присутствует в игре Guitar Hero II.
- Композиция «This Calling» является заглавной песней в саундтреке к фильму Пила III.
- Композиция «This Calling» с 9 сентября 2008 года доступна в свободном скачивании для игры Rock Band.

## Участники записи
- Филип Лабонт (Philip Labonte) — вокалист
- Майк Мартин (Mike Martin) — гитарист
- Оли Хэберт (Oli Hebert) — гитарист
- Джинн Сэган (Jeanne Sagan) — бас-гитаристка
- Шеннон Лукас (Shannon Lucas) — барабанщик